# First Quest

First Quest, A Primeira Missão foi um RPG criado para iniciantes, com regras simplificados do Advanced Dungeons & Dragons publicado em 1995 pela .TSR, Inc. No Brasil foi publicado pela Abril Jovem em 1995 e era vendido em um conjunto que continha vários itens criados para atrair a atenção dos novos jogadores. O conjunto continha um livro de regras, que era pequeno (tinha apenas 16 páginas), mas ensinava todos os fundamentos do RPG.

## Conteúdo
First Quest, subtitulado "The Introduction to Role-Playing Games", é um conjunto em caixa destinado a ensinar os conceitos básicos de 'Advanced Dungeons & Dragons' '(e roleplaying em geral) para jogadores que não têm experiência com tais jogos. First Quest vem com um CD de áudio, com 60 faixas, som estéreo e uma caixa de plástico. O CD começa com uma longa faixa que introduz a ideia do roleplaying. O narrador ajuda um grupo de jogadores jovens a representar uma breve sessão de RPG. O texto da aventura dirige o Dungeon Master para jogar determinadas faixas em vários pontos para revelar pistas ou melhorar a atmosfera. As regras são simplificadas AD & D regras, destinadas a jogadores novatos e Dungeon Masters (DM) pela primeira vez. O livro de regras de 16 páginas aborda os conceitos básicos de criação de personagens, combate e magia. O Adventure Book contém quatro cenários, dois dos quais usam o CD. Símbolos destacam as seções-chave do texto; um ponto de exclamação indica informações que exigem o escrutínio do DM, um pé empalado em uma espiga observa a localização de uma armadilha. A tela do DM fornece instruções passo-a-passo para fazer save throws e verificações de habilidade. Um conjunto de cartas de referência explica as diferenças entre guerreiros e assistentes.
Complementado este livro existia ainda o Livro de Aventuras que continha 4 aventuras prontas:
- A Tumba de Damara
- Sob a Montanha do Medo
- O Espírito do Morro do Tormento
- Atravessando o Espaço Selvagem

Além disso, o conjunto contava com diversos acessórios:
- Fichas ilustradas listando as magias arcanas e divinas;
- Planilhas ilustradas de seis personagens prontos;
- Seis miniaturas plásticas dos heróis prontos;
- Um conjunto de dados (4, 6, 8, 10 , 12 e 20 lados);
- Cinco mapas em escala;
- Um CD de áudio, que explicava como funciona o RPG.